# Partido del Trabajo de Basilea
El Partido del Trabajo de Basilea (en alemán: Partei der Arbeit Basel), anteriormente conocido como Partido del Trabajo de Basilea (fundado en 1944) (en alemán: Partei der Arbeit Basel (gegr. 1944), abreviado PdA 1944) es un partido político de Basilea, Suiza. El partido se formó después de que la facción ortodoxa prosoviética de Basilea fuera expulsada del Partido Suizo del Trabajo, más orientado a las reformas, en 1988.

## Escisión del Partido Suizo del Trabajo de 1988
El PdA 1944 se formó en 1988, cuando la organización del partido en Basilea fue expulsada por el Comité Central del Partido Suizo del Trabajo. El PdA 1944 representaba al sector ortodoxo y prosoviético de la antigua sección de Basilea. En aquel momento, la sección de Basilea era la unidad cantonal más fuerte del Partido Suizo del Trabajo en la Suiza alemana. La división fue precedida por una disputa en el Partido Suizo del Trabajo en Basilea sobre un movimiento okupa en un centro cultural en el tradicional barrio obrero St. Johann. El Comité Central del Partido Suizo del Trabajo acusó a la sección de Basilea de no adherirse a nuevas posturas más liberales en materia de juventud, mujeres, cultura, derechos de las minorías, trabajo nocturno y cuestiones de construcción de alianzas. La sección de Basilea, por el contrario, se adhirió al programa del partido de 1971.
Dentro de la sección de Basilea había una minoría de activistas del partido más jóvenes, alentados por el órgano del partido Vorwärts, que estaba más en línea con las posiciones del Comité Central. La dirección ortodoxa de la sección de Basilea suspendió la afiliación al partido de la facción pro-Comité Central. Tras la escisión se creó un «Nuevo Partido del Trabajo para la ciudad y el territorio de Basilea», que fue reconocido por el Comité Central del Partido Suizo del Trabajo.

## Liderazgo
El PdA 1944 obtuvo dos escaños en la legislatura cantonal tras la división. Benjamin Degen fue uno de los líderes del PdA 1944. Desde 1991, Flurin Caviezel fue secretario del PdA 44.

## Elecciones de 1991 e iniciativa popular
En las elecciones al Consejo Nacional de 1991, el PdA 1944 obtuvo el 1,1% de los votos. En 1991, PdA 1944 organizó una iniciativa popular titulada «Por un aumento y una indexación de las asignaciones por hijos a los empleados», que reunió 4400 firmas. La iniciativa fue aprobada por el Gran Consejo.

## Cambio de nombre
El 'Nuevo PdA Basel' se disolvió en 2014, tras lo cual la PdA 1944 adoptó el nombre de 'PdA Basel'. En 2019 se formó una nueva sección del Partido del Trabajo Suizo en Basilea (con el nombre de 'PdAS Sektion Basel'), que trabaja en paralelo con PdA Basel.